# Степченко Федір Петрович
Федір Петрович Степченко (16 травня 1909, село Чорний Ручей Смоленської губернії, тепер Починковський район Смоленської області, Росія — 4 квітня 1978, місто Тбілісі, Грузія) — радянський військовий і компартійний діяч. Депутат Верховної Ради СРСР 6—7-го скликань, депутат Верховної Ради УРСР 4—5-го скликань. Кандидат у члени ЦК КПУ в 1949—1952 і 1960—1961 роках. Член ЦК КПУ в 1952—1960 роках.

## Біографія
Народився в родині селянина. Росіянин. З 1924 року вступив у комсомол, з 1926 року був головою бюро піонерів Починковської волості Смоленської губернії.
У 1927 році добровольцем пішов до Червоної Армії. З 1927 року — курсант військового училища. Закінчив Об'єднану військову школу імені ВЦВК, де був залишений командиром взводу курсантів, а потім і командиром роти. Також закінчив Комуністичний університет імені Свердлова, а у 1941 році — Ленінградський державний університет. Член ВКП(б) з 1928 року. 
З січня 1932 року — секретар партійного бюро батальйону, заступник командира по політчастині окремого батальйону військ НКВС по охороні Московського Кремля. Потім служив у прикордонних військах НКВС СРСР інструктором пропаганди, старшим інструктором політвідділу. З лютого 1938 року працював інструктором політвідділу по пропаганді та агітації Управління прикордонних і внутрішніх військ НКВС Вірменської РСР. З грудня 1938 року — старший викладач історії СРСР Ново-Петергофського військово-політичного училища НКВС СРСР імені К. Є. Ворошилова.
Учасник Другої світової війни. У 1941—1945 роках — начальник Політвідділу 41-ї бригади конвойних військ НКВС у місті Ленінграді, заступник начальника політичного відділу Невської групи військ Ленінградського фронту, заступник начальника політичного відділу 1-ї стрілецької дивізії військ НКВС по охороні тилу Ленінградського фронту, заступник по політичній частині командира 86-ї стрілецької дивізії, заступник по політичній частині командира гвардійського стрілецького корпусу, начальник Політвідділу 30-го стрілецького корпусу, начальник Політвідділу 23-ї армії Ленінградського фронту. У 1945—1947 роках — начальник політичного відділу 10-ї гвардійської армії.
У 1947—1949 роках — начальник Політуправління Одеського військового округу.
У червні 1949 — листопаді 1953 року — начальник Політуправління Прикарпатського військового округу. У листопаді 1953 — травні 1956 року — член Військової Ради Прикарпатського військового округу.
У 1956—1958 роках — заступник начальника Головного політуправління Радянської Армії і Військово-Морського Флоту.
У 1958—1960 роках — член Військової Ради — начальник Політуправління Одеського військового округу.
У 1960—1970 роках — член Військової Ради — начальник Політуправління Закавказького військового округу.
З 1971 року — у відставці.

## Військове звання
- полковий комісар
- полковник
- генерал-майор (11.05.1949)
- генерал-лейтенант (.05.1954)
- генерал-полковник (1965)

## Нагороди
- орден Леніна
- чотири ордени Червоного Прапора
- орден Суворова 2-го ступеня
- орден Вітчизняної війни 1-го ступеня
- орден Червоної Зірки
- медалі